# Fünfkampf-Weltmeisterschaft 1974

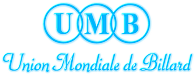
Logo UMB (ausrichtender Verband)

Veranstaltungsort: Nizza

Die Fünfkampf-Weltmeisterschaft 1974, auch Pentathlon-Weltmeisterschaft genannt, war das elfte Turnier in dieser Disziplin des Karambolagebillards und fand vom 16. bis zum 24. März 1974 in Nizza statt. Es war die vierte Fünfkampf-Weltmeisterschaft in Frankreich.

## Geschichte
Die Weltmeisterschaft in Nizza war durch eine Erkältungswelle gezeichnet. Raymond Ceulemans, Francis Connesson und Dieter Müller waren davon betroffen. Bei Ludo Dielis war es sogar so schlimm das die Ärzte ihm geraten hatten das Turnier abzubrechen. Die schon absolvierten Partien wurden aus der Wertung genommen. Fünfkampf-Weltmeister wurde zum dritten Mal der Belgier Raymond Ceulemans. Den Heimvorteil nutzten die beiden Franzosen Roland Dufetelle und Francis Connesson, die am Ende auf Platz zwei und drei kamen. Dieter Müller fand in diesem Turnier umständebedingt nie zu seiner Normalform.

## Modus
Gespielt wurde das ganze Turnier im Round Robin Modus.
1. PP = Partiepunkte
2. MP = Matchpunkte
3. VGD = Verhältnismäßiger Generaldurchschnitt
4. BVED = Bester Einzel Verhältnismäßiger Durchschnitt

Ab 1965 wurde zur Berechnung des VGD die 'Portugiesische Tabelle' angewendet. Hierbei werden die verschiedenen Disziplinen nach einer Formel berechnet. Es wurde die überarbeitete portugiesische Tabelle von 1972 angewendet. Die Welt-Meisterschaften im Fünfkampf ab 1965 waren auch unter dem Namen 'Neo Pentathlon' bekannt. In Nizza wurden auch prolongierte Serien gewertet.
Freie Partie: Distanz 500 Punkte
Cadre 47/2: Distanz 400 Punkte
Einband: Distanz 200 Punkte
Cadre 71/2: Distanz 300 Punkte
Dreiband: Distanz 60 Punkte
Der Fünfkampf wurde auch in dieser Spielfolge gespielt. Jedes Match wurde über zwei Tage gespielt.
In der Endtabelle wurden die erzielten Partiepunkte vor den Matchpunkten und dem VGD gewertet.

## Abschlusstabelle
| Legende | Legende                                       |
| --- | --------------------------------------------- |
| Abk. | Bedeutung                                     |
| Pkt. | erzielte Punkte                               |
| Aufn. | benötigte Aufnahmen                           |
| ED | Einzeldurchschnitt                            |
| GD | Generaldurchschnitt                           |
| VGD | Verhältnismässiger Generaldurchschnitt        |
| BMD | Bester Mannschaftsdurchschnitt                |
| BED | Bester Einzeldurchschnitt                     |
| BSD | Bester Satzdurchschnitt                       |
| BEVD | Bester Einzel Verhältnismässiger Durchschnitt |
| HS | Höchstserie                                   |
| MP | Match Points                                  |
| PP | Partie Punkte                                 |
| G-U-V | Gewonnen-Unentschieden-Verloren               |
| SV | Satzverhältnis                                |
| WRP | Weltranglistenpunkte                          |
| | 1. Platz (Gold)                               |
| | 2. Platz (Silber)                             |
| | 3. Platz (Bronze)                             |
| | Bester GD des Turniers/Runde                  |
| | Bester VGD des Turniers/Runde                 |
| | Bester ED des Turniers/Runde                  |
| | Bester BVGD des Turniers/Runde                |
| | Beste HS des Turniers/Runde                   |
| (Evtl. finden nicht alle Begriffe Anwendung oder einige sind nicht aufgeführt. Diese können in der Liste der Karambolage-Begriffe nachgesehen werden.) |                                               |

| Endklassement               | Endklassement     | Endklassement | Endklassement | Endklassement | Endklassement | Endklassement | Endklassement | Endklassement | Endklassement |
| Platz                       | Name              | PP            | MP            | VGD           | BVED          |               |               |               |               |
| --------------------------- | ----------------- | ------------- | ------------- | ------------- | ------------- | ------------- | ------------- | ------------- | ------------- |
| 1                           | Raymond Ceulemans | 40:10         | 10:0          | 233,47        | 406,68        |               |               |               |               |
| 2                           | Roland Dufetelle  | 28:22         | 8:2           | 101,22        | 194,59        |               |               |               |               |
| 3                           | Francis Connesson | 26:24         | 4:6           | 120,42        | 146,21        |               |               |               |               |
| 4                           | Osvaldo Berardi   | 22:28         | 6:4           | 94,67         | 219,43        |               |               |               |               |
| 5                           | Dieter Müller     | 18:32         | 0:10          | 99,56         | -             |               |               |               |               |
| 6                           | Nobuaki Kobayashi | 16:34         | 2:8           | 64,89         | 80,52         |               |               |               |               |
| Turnierdurchschnitt: 101,33 |                   |               |               |               |               |               |               |               |               |

## Disziplintabellen
| Platz                       | Name              | MP   | Pkte. | Aufn. | GD     | BED    | HS   | VGD    |
| --------------------------- | ----------------- | ---- | ----- | ----- | ------ | ------ | ---- | ------ |
| 1                           | Raymond Ceulemans | 8:2  | 2157  | 8     | 269,62 | 500,00 | 1156 | 269,62 |
| 2                           | Dieter Müller     | 8:2  | 2233  | 12    | 186,08 | 500,00 | 736  | 186,08 |
| 3                           | Osvaldo Berardi   | 8:2  | 2008  | 11    | 182,54 | 500,00 | 1008 | 182,54 |
| 4                           | Francis Connesson | 4:6  | 1212  | 13    | 93,23  | 250,00 | 421  | 93,23  |
| 5                           | Roland Dufetelle  | 2:8  | 1263  | 17    | 74,29  | 250,00 | 477  | 74,29  |
| 6                           | Nobuaki Kobayashi | 0:10 | 371   | 11    | 33,72  | –      | 131  | 33,72  |
| Turnierdurchschnitt: 128,38 |                   |      |       |       |        |        |      |        |

| Platz                      | Name              | MP  | Pkte. | Aufn. | GD    | BED    | HS  | VGD    |
| -------------------------- | ----------------- | --- | ----- | ----- | ----- | ------ | --- | ------ |
| 1                          | Raymond Ceulemans | 8:2 | 1653  | 29    | 57,00 | 133,33 | 251 | 120,00 |
| 2                          | Osvaldo Berardi   | 6:4 | 1605  | 30    | 53,50 | 200,00 | 292 | 111,25 |
| 3                          | Francis Connesson | 6:4 | 1442  | 28    | 51,50 | 400,00 | 732 | 106,25 |
| 4                          | Roland Dufetelle  | 6:4 | 1595  | 33    | 48,33 | 66,66  | 210 | 98,32  |
| 5                          | Dieter Müller     | 2:8 | 1485  | 28    | 53,03 | 133,33 | 285 | 110,75 |
| 6                          | Nobuaki Kobayashi | 2:8 | 1349  | 38    | 35,50 | 44,44  | 189 | 68,00  |
| Turnierdurchschnitt: 49,08 |                   |     |       |       |       |        |     |        |

| Platz                     | Name              | MP   | Pkte. | Aufn. | GD    | BED   | HS | VGD    |
| ------------------------- | ----------------- | ---- | ----- | ----- | ----- | ----- | -- | ------ |
| 1                         | Raymond Ceulemans | 10:0 | 1000  | 70    | 14,28 | 22,22 | 73 | 435,33 |
| 2                         | Francis Connesson | 6:4  | 904   | 110   | 8,21  | 10,52 | 65 | 142,40 |
| 3                         | Nobuaki Kobayashi | 6:4  | 837   | 139   | 6,02  | 8,33  | 77 | 86,40  |
| 4                         | Roland Dufetelle  | 4:6  | 896   | 114   | 7,85  | 10,52 | 64 | 130,00 |
| 5                         | Dieter Müller     | 4:6  | 609   | 125   | 4,87  | 6,06  | 37 | 63,40  |
| 6                         | Osvaldo Berardi   | 0:10 | 605   | 136   | 4,44  | –     | 28 | 55,27  |
| Turnierdurchschnitt: 6,98 |                   |      |       |       |       |       |    |        |

| Platz                      | Name              | MP   | Pkte. | Aufn. | GD    | BED    | HS  | VGD    |
| -------------------------- | ----------------- | ---- | ----- | ----- | ----- | ------ | --- | ------ |
| 1                          | Francis Connesson | 8:2  | 1407  | 25    | 56,28 | 150,00 | 256 | 216,40 |
| 2                          | Roland Dufetelle  | 8:2  | 1421  | 43    | 33,04 | 50,00  | 174 | 106,16 |
| 3                          | Raymond Ceulemans | 6:4  | 1115  | 35    | 31,85 | 60,00  | 181 | 101,40 |
| 4                          | Osvaldo Berardi   | 6:4  | 1417  | 50    | 28,34 | 60,00  | 152 | 87,36  |
| 5                          | Dieter Müller     | 2:8  | 959   | 30    | 31,96 | 150,00 | 295 | 101,84 |
| 6                          | Nobuaki Kobayashi | 0:10 | 441   | 29    | 15,20 | –      | 97  | 42,33  |
| Turnierdurchschnitt: 31,90 |                   |      |       |       |       |        |     |        |

| Platz                      | Name              | MP  | Pkte. | Aufn. | GD    | BED   | HS | VGD    |
| -------------------------- | ----------------- | --- | ----- | ----- | ----- | ----- | -- | ------ |
| 1                          | Raymond Ceulemans | 8:2 | 290   | 229   | 1,266 | 1,578 | 17 | 241,00 |
| 2                          | Roland Dufetelle  | 8:2 | 286   | 281   | 1,017 | 1,500 | 9  | 97,33  |
| 3                          | Nobuaki Kobayashi | 8:2 | 272   | 270   | 1,007 | 1,538 | 7  | 94,00  |
| 4                          | Francis Connesson | 2:8 | 222   | 278   | 0,798 | 1,132 | 7  | 43,83  |
| 5                          | Osvaldo Berardi   | 2:8 | 210   | 279   | 0,750 | 0,952 | 6  | 36,03  |
| 6                          | Dieter Müller     | 2:8 | 224   | 301   | 0,744 | 0,845 | 7  | 35,86  |
| Turnierdurchschnitt: 0,918 |                   |     |       |       |       |       |    |        |